# Challenger Ciudad de Guayaquil
O Challenger Ciudad de Guayaquil é um torneio tênis, que faz parte da série ATP Challenger Tour, realizado em 2005, em piso de saibro, em Guayaquil, Equador.

## Edições

### Simples
| Ano  | Campeão              | Finalista            | Placar             |
| ---- | -------------------- | -------------------- | ------------------ |
| 2019 | Thiago Seyboth Wild  | Hugo Dellien         | 6–4, 6–0           |
| 2018 | Guido Andreozzi      | Pedro Sousa          | 7–5, 1–6, 6–4      |
| 2017 | Gerald Melzer        | Facundo Bagnis       | 6–3, 6–1           |
| 2016 | Nicolás Kicker       | Arthur De Greef      | 6–3, 6–2           |
| 2015 | Gastão Elias         | Diego Schwartzman    | 6–0, 6–4           |
| 2014 | Pablo Cuevas         | Paolo Lorenzi        | Walkover           |
| 2013 | Leonardo Mayer (2)   | Pedro Sousa          | 6–4, 7–5           |
| 2012 | Leonardo Mayer       | Paolo Lorenzi        | 6–2, 6–4           |
| 2011 | Matteo Viola         | Guido Pella          | 6–4, 6–1           |
| 2010 | Paul Capdeville      | Diego Junqueira      | 6–3, 3–6, 6–3      |
| 2009 | Nicolás Lapentti (2) | Santiago Giraldo     | 6–2, 2–6, 7–6(7–4) |
| 2008 | Sergio Roitman (2)   | Brian Dabul          | 7–6, 6–4           |
| 2007 | Nicolás Lapentti     | Daniel Gimeno-Traver | 6–3, 6–7, 7–5      |
| 2006 | Sergio Roitman       | Mariano Zabaleta     | 6–3, 4–6, 6–1      |
| 2005 | Marcos Daniel        | Flávio Saretta       | 6–2, 1–6, 6–0      |

### Duplas
| Ano  | Campeões                                  | Finalistas                          | Placar                |
| ---- | ----------------------------------------- | ----------------------------------- | --------------------- |
| 2019 | Ariel Behar (2) Gonzalo Escobar           | Pedro Sakamoto Thiago Seyboth Wild  | 7–6(7–4), 7–6(7–5)    |
| 2018 | Guillermo Durán (2) Roberto Quiroz (2)    | Thiago Monteiro Fabrício Neis       | 6–3, 6–2              |
| 2017 | Marcelo Arévalo Miguel Ángel Reyes-Varela | Hugo Dellien Federico Zeballos      | 6–1, 6–7(7–9), [10–6] |
| 2016 | Ariel Behar Fabiano de Paula              | Marcelo Arévalo Sergio Galdós       | 6–2, 6–4              |
| 2015 | Guillermo Durán Andrés Molteni            | Gastão Elias Fabricio Neis          | 6–3, 6–4              |
| 2014 | Máximo González Guido Pella               | Pere Riba Jordi Samper-Montaña      | 2–6, 7–6(7–3), [10–5] |
| 2013 | Stephan Fransen Wesley Koolhof            | Roman Borvanov Alexander Satschko   | 1–6, 6–2, [10–5]      |
| 2012 | Martín Alund Facundo Bagnis               | Leonardo Mayer Martín Ríos-Benítez  | 7–5, 7–6(7–5)         |
| 2011 | Júlio César Campozano (2) Roberto Quiroz  | Marcel Felder Rodrigo Grilli        | 6–4, 6–1              |
| 2010 | Juan Sebastián Cabal Robert Farah         | Franco Ferreiro André Sá            | 7–5, 7–6(7–3)         |
| 2009 | Júlio César Campozano Emilio Gómez        | Andreas Haider-Maurer Lars Pörschke | 6–7(2–7), 6–3, [10–8] |
| 2008 | Sebastián Decoud Santiago Giraldo         | Thiago Alves Ricardo Hocevar        | 6–4, 6–4              |
| 2007 | Brian Dabul Juan Pablo Guzmán             | Bart Beks Michael Quintero          | 7–6, 6–3              |
| 2006 | Juan Pablo Brzezicki Leonardo Mayer       | Marcel Felder Fernando Vicente      | 1–6, 7–5, [14–12]     |
| 2005 | Juan Martín del Potro Juan Antonio Marín  | Luis Horna Iván Miranda             | Walkover              |

## Ligações Externas
- Site oficial
- ITF search